# Les Solanes (Cellers)
Les Solanes és una solana del terme municipal de Castell de Mur, dins de l'antic terme de Guàrdia de Tremp, al Pallars Jussà. Es troba en territori del poble de Cellers.
Estan situades a l'esquerra del barranc de la Gessera, uns 800 metres al nord-oest de Cellers, al nord-est dels Mallols d'Agustí, al nord-oest de la Plana de Carrió, al sud-oest dels Canalets.